# Miribel (Drôme)
Miribel is een plaats en voormalige gemeente in het Franse departement Drôme in de regio Auvergne-Rhône-Alpes en telt 200 inwoners (1999). De plaats maakt deel uit van het arrondissement Valence.

## Geschiedenis
Miribel is op 1 januari 2019 gefuseerd met de gemeenten Montrigaud en Saint-Bonnet-de-Valclérieux tot de gemeente Valherbasse. 

## Geografie
De oppervlakte van Miribel bedraagt 6,5 km², de bevolkingsdichtheid is 30,8 inwoners per km².
De onderstaande kaart toont de ligging van Miribel (Drôme) met de belangrijkste infrastructuur en aangrenzende gemeenten.

## Demografie
Onderstaande figuur toont het verloop van het inwonertal.